# Stefan Eriksson (Tennisspieler)
Stefan Eriksson (* 17. Oktober 1963 in Enköping) ist ein ehemaliger schwedischer Tennisspieler und -trainer.

## Leben
Eriksson begann seine Profikarriere 1985. Als Qualifikant erreichte er beim Sandplatzturnier in Boston das Achtelfinale, in dem er Mats Wilander deutlich unterlag. Zwei Wochen später erreichte er mit Mikael Pernfors das Doppel-Viertelfinale von Indianapolis, nachdem beide über eine Wildcard ins Turnier gerutscht waren. Seinen größten Einzel-Erfolg auf der ATP World Tour hatte er 1986 beim Turnier von Köln, als er unter anderem Wally Masur und Anders Järryd bezwang und im Finale nur knapp seinem Landsmann Jonas B. Svensson unterlegen war. Dieses Niveau konnte er jedoch nicht halten. Es gelangen ihm im selben Jahr zwar noch Siege gegen die favorisierten Horst Skoff in Toulouse und Milan Šrejber in ATP Wien; das Erreichen des Viertelfinals in Basel (mit einem Sieg über Slobodan Živojinović) im selben Jahr sollte jedoch sein letzter Erfolg auf der ATP Tour sein. Seinen einzigen Titel errang er 1987 beim Challenger-Turnier von Cherbourg, wo er im Finale Jim Pugh glatt in zwei Sätzen bezwang. Sein bestes Doppel-Resultat war die Teilnahme am Halbfinale in Toulouse 1985 an der Seite von Peter Lundgren. Die höchste Notierung in der Tennis-Weltrangliste erreichte er 1987 mit Position 72 im Einzel sowie 1986 mit Position 110 im Doppel.
Sein bestes Einzelergebnis bei einem Grand-Slam-Turnier war die Qualifikation für die French Open, Wimbledon und die US Open. Er konnte jedoch keinen seiner vier Grand-Slam-Auftritte gewinnen. Unter anderem unterlag er in Wimbledon 1987 Stefan Edberg völlig chancenlos mit 0:6, 0:6, 0:6. Im Doppel trat er 1986 an der Seite seines Landsmannes Magnus Zeile an; das Spiel gegen Torben Theine und Srinivasan Vasudevan ging in zwei Sätzen verloren.
Nach dem Ende seiner Profikarriere spielte er auf der Seniors Tour, wo er Ende 2000 mit Position 17 seine beste Platzierung erreichte. Er ist als Trainer beim Bayerischen Tennisverband tätig und trainierte unter anderem Matthias Bachinger, Dieter Kindlmann und Philipp Petzschner. Er arbeitete zudem eine kurze Zeit mit Florian Mayer.

## Turniersiege
| Legende                       |
| Grand Slam                    |
| Tennis Masters Cup            |
| ATP Masters Series            |
| ATP International Series Gold |
| ATP International Series      |
| ATP Challenger Tour (1)       |

### Einzel
| Nr. | Datum | Turnier   | Belag     | Finalgegner | Ergebnis |
| --- | ----- | --------- | --------- | ----------- | -------- |
| 1.  | 1987  | Cherbourg | Hartplatz | Jim Pugh    | 6:3, 6:0 |